# Cathédrale de Philadelphie
La cathédrale épiscopalienne de Philadelphie, située au 38th et Chestnut Streets à l'ouest de Philadelphie, est l'église cathédrale du diocèse épiscopalien de Pennsylvanie. 
Anciennement connue sous le nom d'Église épiscopalienne protestante du Sauveur, elle a été construite en 1855, rénovée en 1898 et reconstruite en 1906, après un incendie survenu le 16 avril 1902. En 1992, elle est devenue le siège du diocèse épiscopal de Pennsylvanie. 
Le bâtiment a été ajouté au registre national des lieux historiques en 1979. 

## Histoire récente
Une rénovation très controversée de l'intérieur a été entreprise, en 2000-2002, sous le doyen de la cathédrale d'alors, Richard Giles, auteur de Re-Pitching the Tent: Re-Ordering the Church Building for Worship and Mission. Les bancs, l'autel et les autres meubles de l'église ont été enlevés et vendus. Des chaises et des luminaires modernes ont remplacé les luminaires traditionnels. Les murs en pierre étaient recouverts de stuc et blanchis à la chaux. Les fonts baptismaux ont été rejoints par une piscine d'immersion pour adultes. Ces actions ont divisé la congrégation et ont été sévèrement critiquées dans la presse. 
En 2012, face à un projet de loi de 3,5 millions de dollars pour rénover son clocher, l'actuelle doyenne de la cathédrale, Judith Sullivan, a demandé à la Commission historique de Philadelphie l'autorisation de démolir sa maison paroissiale et son presbytère, deux bâtiments certifiés NRHP. Ils seraient remplacés par un immeuble de 25 étages coincé entre la cathédrale et la rue Chestnut. La démolition a été approuvée. 